# Paina-Figur
Paina-Figuren waren über drei Meter große, menschliche Statuen der Osterinsel-Kultur, die rituelle Bedeutung hatten. Sie waren aus vergänglichen Materialien – Holz, Totora-Schilf und Tapa-Rindenbaststoff – hergestellt, sodass heute keine Exemplare mehr erhalten sind.

## Aussehen und Bedeutung
Eine recht anschauliche Beschreibung der Paina-Figur stammt von Alfred Métraux nach Überlieferungen der Rapanui, die er 1934 auf der Osterinsel sammelte:
„Das große, in den Farben schwarz, gelb und rot bemalte Idol bestand aus einem hohlen Gerüst aus Holz und Totora-Schilf, mit Tapa-Rindenbaststoff überzogen. Ein Mann konnte hineinklettern und durch den offen stehenden Mund sehen und sprechen. Der Kopf trug einen Kranz von Federn des Fregattvogels, die Augenbrauen bestanden aus schwarzen Federn. Die gemalten Augen hatten Augäpfel aus einer Knochenscheibe eines menschlichen Schädels und Pupillen aus schwarzen Muschelschalen. Es gab sowohl männliche als auch weibliche Figuren, die sich anhand der individuellen Tätowierung bzw. Bemalung unterscheiden ließen. Männliche Statuetten trugen senkrechte Linien am Hals, weibliche hingegen Punkte auf der Stirn und jeweils ein schwarzes Dreieck auf den Wangen.“
Die rituelle Bedeutung der Idole ist unklar. Es ist möglich, dass die Fertigung einer Paina-Figur ursprünglich mit dem Aufrichten eines Moai verknüpft gewesen war und die wesentlich aufwendigere und kostspieligere Steinstatue ersetzen sollte. Sie könnte daher verehrte und vergöttlichte Vorfahren darstellen. Der französische Missionar Frère Eugène Eyraud (* 5. Februar 1820 in Saint-Bonnet-en-Champsaur; † 19. August 1868 in Hanga Roa), der sich 1867 bis 1868 auf der Osterinsel aufhielt, erwähnt die Figur im Zusammenhang mit einer von einem üppigen Festmahl begleiteten Festivität, an der die gesamte Inselbevölkerung teilnahm. Die Feier mit religiösem Bezug fand jährlich im Sommer statt und dauerte mehrere Tage. Aus den Zweigen und den Schilfhalmen, die die Speisen bedeckt und geschützt hatten, stellte man die Bündel für die Paina-Figuren zusammen.

## Schriftzeugnisse
Obwohl keine Exemplare in den Sammlungen erhalten geblieben sind, gibt es Schriftzeugnisse früher europäischer Besucher, die Paina-Figuren beschreiben:

### Don Felipe Gonzáles de Haedo
Don Felipe Gonzáles de Haedo suchte im Auftrag von Manuel d’Amat i de Junyent, dem Vizekönig von Peru, die Osterinsel im November 1770 auf. Er hat offensichtlich noch Paina-Figuren selbst gesehen und beschreibt sie wie folgt:

„Sie haben ein anderes transportables und bekleidetes Bildnis oder Idol von vier Varas [ca. 3,35 m] Länge, genauer gesagt ein „Judas“, mit Heu oder Stroh ausgestopft. Es hat Arme und Beine und im Kopf sitzen grob gefertigte Augen, Nasenlöcher und ein Mund. Zudem ist es bekrönt mit einem Kranz schwarzer, aus Binsen gefertigter Haare, die bis auf den halben Rücken herabhängen. An bestimmten Tagen tragen sie dieses Idol zu ihrem Versammlungsplatz und nach den eindeutigen Gesten, die einige vollführten, vermuten wir, dass es der Wollust dient. Sie nennen es „Copeca“.“

### Jean-François de La Pérouse
Der französische Entdecker und Weltumsegler Jean-François de La Pérouse hielt sich am 10. April 1786 für einen Tag auf der Osterinsel auf. Vor einem Ahu, auf dem nicht mehr alle Steinstatuen aufrecht standen, stand eine Paina-Figur:

„Nahe bei der letzten Statue fiel uns eine von Binsen gefertigte, zehn Fuß [3,20 m] hohe Puppe in die Augen, die eine menschenähnliche Figur vorstellte. Ihr Anzug bestand aus dem weißen Zeuge, dergleichen hier zu Lande verfertigt wird; ihr Kopf hatte die gewöhnliche Größe eines Menschenkopfs; der Körper war etwas hager, die Füße aber waren so ziemlich proportionirt. Um den Hals hatte man ihr ein Netz gehangen, das wie ein Körbchen geformt und mit weißem Zeuge überzogen war. Uns schien es, als wären Kräuter darin. Neben diesem Sack bemerkten wir noch eine andere, nur zwei Fuß [ca. 70 cm] hohe Figur, die ein Kind mit kreuzweis über einander geschlagenen Armen, und herabhangenden Beinen vorstellte. Allem Ansehen nach, mochten nicht gar viele Jahre verflossen sein, seitdem diese Puppe hier aufgestellt war.“

### Katherine Routledge
Die britische Historikerin Katherine Routledge (* 11. März 1866 in Darlington; † 13. Dezember 1935 in Ticehurst, East Sussex) führte eine mehrjährige archäologische Expedition zur Zeit des Ersten Weltkrieges zur Osterinsel, zusammen mit ihrem Mann, dem Arzt William Scoresby Routledge, auf ihrer Privatyacht Mana. Über die Paina-Figuren schreibt sie:

„Die „Paina“, was einfach Bildwerk oder Figur bedeutet, wurde von der Familie dem Vater oder Bruder als Beweis der Wertschätzung gewidmet, sei er noch lebend oder bereits verstorben. Es war eine bedeutende Angelegenheit und die ursprünglichen Regeln für die Zeremonie kamen von einem mit übernatürlicher Macht behafteten Individuum namens „Ivi-Atua“ [ein hochrangiger Priester]. Die Paina war eine große Figur aus verflochtenen Ruten und der Träger kroch hinein und konnte durch den Mund hinaussehen. Die Gestalt hatte eine Krone aus den Federn eines besonderen Seevogels namens „makohe“ und lange Ohren. Mitunter wurde sie an einem Ort errichtet, wo zum Beispiel ein Mann ermordet worden war. Das Interessanteste in Zusammenhang mit der Paina-Figur ist aber, dass der übliche Platz, wo sie aufgestellt war, eine Zeremonialplattform (Ahu) mit Steinfiguren war und zwar auf deren landwärts gelegenen Seite. Auf den meisten, wenn nicht allen Ahu kann man immer noch im Gras oder auf der Pflasterung die Löcher sehen, wo die Paina-Figuren einst standen. Sie wurden von vier langen Seilen gehalten, von denen eines über die Plattform geführt wurde.“

## Museumsexemplare
In den Sammlungen der Völkerkundemuseen sind keine Paina-Figuren erhalten, über ihr Aussehen und die Bauweise geben jedoch einige kleinere Statuetten Aufschluss. Das Peabody Museum of Archaeology and Ethnology der Harvard University in Cambridge (Massachusetts) stellt zwei männliche Figuren aus, die aus Holzstäben, Totora-Schilf und Tapa-Rindenbaststoff gefertigt sind. Die sitzenden, 40 und 48 cm hohen Bildwerke könnten, diese Meinung vertritt jedenfalls Thor Heyerdahl, Modelle oder kleinere Nachbildungen von Paina-Figuren sein.:198 Die Herkunft der Ausstellungsstücke ist unbekannt. Sie gelangten 1850 als Geschenk aus der Privatsammlung des Kunstmäzens David P. Kimball aus Boston an das Museum. Möglicherweise hat sie der Robbenjäger Kapitän John Crocker aus New London (Connecticut) 1805 mit dem Schoner Nancy von der Osterinsel mitgebracht.:300
Im Ulster-Museum Belfast befindet sich ein etwa 40 cm langer, aus Tapa mit einer Füllung von Binsen hergestellter Arm, der möglicherweise einst Bestandteil einer Paina-Figur war. Normale Proportionen unterstellt, dürfte die zugehörige Figur etwa 1,20 m groß gewesen sein. Die vier erhaltenen Fingernägel sind in der Form von Klauen aus Tierzähnen (wahrscheinlich von einem Hund) gefertigt, was darauf hindeutet, dass die Figur nach dem europäischen Erstkontakt hergestellt wurde. Der Arm sowie eine weitere kleine Tapa-Figur stammt aus der Sammlung des vermögenden Bankierssohnes, Weltreisenden und Sammlers Gordon Augustus Thomson (* 21. September 1799 in Castleton; † 7. Juni 1886 in Belfast) und gelangte 1836 in das Museum. Wer sie von der Osterinsel mitbrachte, ist nicht mehr zu ermitteln.